# Дриада острозубчатая
Дриа́да острозубчатая (лат. Dryas oxyodonta) — вечнозелёный кустарничек рода Дриада семейства Розовые.

## Ботаническое описание
Листья эллиптические или продолговато-эллиптические, в 1,5-3 раза длиннее своей ширины, 0,5-3 см длиной, 0,3-1,4 см шириной, широко-клиновидные, надрезано-городчато-зубчатые, тонкие, сверху тусклые с вдавленными средней и боковой жилками, слабоморщинистые, голые, внизу серовато-войлочные; с каждой стороны 5-10 островатых зубцов.
Цветочные стрелки прямостоячие, одноцветковые, во время цветения 1,5-7 см длиной, вдвое длиннее листа, густовато бело-войлочные.
Цветки 1,3-4,7 см в диаметре, гипантий одет густыми черно-красными железистыми волосками и белым войлоком. Чашелистики линейно-ланцетные или линейные, тупые или едва заостренные, в верхней половине негусто-войлочные и железистые, числом (6)8-9(10). Лепестки в одинаковом числе с чашелистиками, длиннее их, обратно-яйцевидные, белые. Тычинки многочисленные.

## Число хромосом
2n = 18 (Западный и Восточный Саян, Республика Тыва).

## Распространение
В высокогорьях и каменистых склонах, в тундрах, у ледников, реже в лесном и степном поясах Западной, Средней и Восточной Сибири и Монголии.

## Химический состав
В надземной части дриады острозубчатой присутствуют галлотаннины — галлоил-глюкозы, катехины, конденсированные таннины — процианидины В1, В2, фенилпропаноиды — кофеил/дикофеил/п-кумароил/ферулоил-глюкозы. Флавоноиды включают производные кемпферола, кверцетина, корникулатузина и сексангуларетина. Обнаружены тритерпеновые кислоты — торментовая, корозоловая и урсоловая кислоты. Доминирующая группа метаболитов — флавоноиды с содержанием 10-12 %.

## Биологическая активность
Экстракты дриады острозубчатой обладают антиоксидантной активностью.